# Gibraltar Cable Car
Gibraltar Cable Car är en linbana som sträcker sig från Grand Parade till "Top of the rock" i Gibraltar. 
Resan från Grand Parade till Rock of Gibraltar tar ungefär 6 minuter och linbanan har en hastighet av 5 meter per sekund. Målet är att förflytta passagerarna från basstationen upp för Gibraltarklippan, sedan passera (och släppa av passagerare) vid Ape's Den för att till slut nå "Top of the Rock".

## Historia
Resterna av en gammal linbana finns även som användes för att frakta förnödenheter för militärt avseende. 
Den sista omfattande renoveringen skedde 1986. Då byttes kabinerna ut mot dagens.